# Lista de representantes da República Tcheca ao Oscar de melhor filme internacional
Lista de filmes tchecos concorrentes à indicação ao Oscar de Melhor Filme Internacional (anteriormente conhecido como Oscar de Melhor Filme Estrangeiro). A República Tcheca envia filmes ao Oscar desde 1994, após o fim da Checoslováquia.O Oscar é entregue anualmente pela Academia de Artes e Ciências Cinematográficas a um longa-metragem produzido fora dos Estados Unidos que contenha principalmente diálogos em outros idiomas que não o inglês.

## Filmes inscritos
| Ano (Cerimônia)    | Título em inglês             | Título em português       | Título original                  | Direção           | Resultado      |
| ------------------ | ---------------------------- | ------------------------- | -------------------------------- | ----------------- | -------------- |
| 1994 (67ª edição)  | Faust                        | Fausto                    | Lekce Faust                      | Jan Švankmajer    | Não indicado   |
| 1995 (68ª edição)  | Thanks for Every New Morning |                           | Díky za každé nové ráno          | Milan Šteindler   | Não indicado   |
| 1996 (69ª edição)  | Kolya                        | Kolya - Uma Lição de Amor | Kolja                            | Jan Svěrák        | Ganhou o Oscar |
| 1997 (70ª edição)  | Forgotten Light              |                           | Zapomenuté světlo                | Vladimír Michálek | Não indicado   |
| 1998 (71ª edição)  | Sekal Has to Die             |                           | Je třeba zabít Sekala            | Vladimír Michálek | Não indicado   |
| 1999 (72ª edição)  | The Idiot Returns            | O Retorno do Idiota       | Návrat idiota                    | Saša Gedeon       | Não indicado   |
| 2000 (73ª edição)  | Divided We Fall              | Herói Acidental           | Musíme si pomáhat                | Jan Hřebejk       | Indicado       |
| 2001 (74ª edição)  | Dark Blue World              | Num Céu Azul Escuro       | Tmavomodrý svět                  | Jan Svěrák        | Não indicado   |
| 2002 (75ª edição)  | Wild Bees                    |                           | Divoké včely                     | Bohdan Sláma      | Não indicado   |
| 2003 (76ª edição)  | Želary                       |                           | Želary                           | Ondřej Trojan     | Indicado       |
| 2004 (77ª edição)  | Up and Down                  | Altos e Baixos            | Horem pádem                      | Jan Hřebejk       | Não indicado   |
| 2005: (78ª edição) | Something Like Happiness     |                           | Štěstí                           | Bohdan Sláma      | Não indicado   |
| 2006 (79ª edição)  | Lunacy                       | Insanidade                | Šílení                           | Jan Švankmajer    | Não indicado   |
| 2007 (80ª edição)  | I Served the King of England |                           | Obsluhoval jsem anglického krále | Jiří Menzel       | Não indicado   |
| 2008 (81ª edição)  | The Karamazovs               |                           | Karamazovi                       | Petr Zelenka      | Não indicado   |
| 2009 (82ª edição)  | Protector                    |                           | Protektor                        | Marek Najbrt      | Não indicado   |
| 2010 (83ª edição)  | Kawasaki's Rose              | A Rosa de Kawasaki        | Kawasakiho růže                  | Jan Hřebejk       | Não indicado   |
| 2011 (84ª edição)  | Alois Nebel                  |                           | Alois Nebel                      | Tomáš Luňák       | Não indicado   |
| 2012 (85ª edição)  | In the Shadow                |                           | Ve stínu                         | David Ondříček    | Não indicado   |
| 2013 (86ª edição)  | The Don Juans                |                           | Donšajni                         | Jiří Menzel       | Não indicado   |
| 2014 (87ª edição)  | Fair Play                    | Fair Play                 | Fair Play                        | Andrea Sedláčková | Não indicado   |
| 2015 (88ª edição)  | Home Care                    | Assistência Domiciliar    | Domácí péče                      | Slávek Horák      | Não indicado   |
| 2016 (89ª edição)  | Lost in Munich               |                           | Ztraceni v Mnichově              | Petr Zelenka      | Não indicado   |
| 2017 (90th)        | Ice Mother                   |                           | Bába z ledu                      | Bohdan Sláma      | Não indicado   |
| 2018 (91ª edição)  | Winter Flies                 |                           | Všechno bude                     | Olmo Omerzu       | Não indicado   |
| 2019 (92ª edição)  | The Painted Bird             | O Pássaro Pintado         | Nabarvené ptáče                  | Václav Marhoul    | Pré-lista      |
| 2020 (93ª edição)  | Charlatan                    |                           | Šarlatán                         | Agnieszka Holland | Pré-lista      |